# Aymen Abdennour
Aymen Abdennour (Susa, 6 agosto 1989) è un ex calciatore tunisino, di ruolo difensore.

## Carriera

### Club

#### Inizi all'ES Sahel
Dopo un anno nelle giovanili della squadra, Aymen passa in prima squadra, dove in campionato gioca 30 partite facendo 6 gol. L'esordio nella CAF Champions League avviene il 14 marzo 2009, contro l'ASO Chlef, match vinto 2-1. In questa competizione segna anche un gol, nella partita vinta per 2-1 contro il TP Mazembe.

#### Il prestito al Werder Brema
Nell'estate del 2009 viene ceduto per prestito alla squadra tedesca del Werder Brema. L'esordio con la squadra tedesca avviene il 16 gennaio 2010, contro l'Eintracht Frankfurt, match perso 1-0. L'esordio nell'Europa League avviene il 18 febbraio 2010 contro il FC Twente, match perso 1-0.

#### Ritorno all'ES Sahel
Non essendo riscattato ritorna all'ES Sahel, dove gioca in campionato 20 partite, mettendo a segno 4 gol, contro il CS Hammam-Lif (vinta 2-0), l'AS Marsa (vinta 3-0), ES Zarzis (vinta 1-0) e Esperance (vinta 5-1).

#### Tolosa
Nell'estate del 2011 passa alla squadra francese del Toulouse, con un contratto che lo lega fino al 2017. L'esordio con i bianco-viola avviene contro l'Ajaccio, match vinto 0-2. Il suo primo gol stagionale avviene contro il Sochaux, match vinto 2-0. Ciò si ripete la giornata seguente, nel match vinto 1-0 contro l'Olympique de Marseille. Nell'anno successivo, l'esordio avviene nella prima giornata di campionato, contro il Montpellier, match pareggiato 1-1. Il suo primo gol stagionale avviene nella 12ª giornata di campionato, match perso 2-4. L'esordio in Coupe de France avviene contro il Boulogne, match vinto 1-0. Invece l'esordio in Coupe de la Ligue avviene contro il Caen, match vinto 1-0. Nell'anno successivo ha esordito contro il Valenciennes, match perso 3-0 allo Stade du Hainaut (Valenciennes). A cavallo tra 2013 e 2014 è costretto a tre mesi di stop per infortunio al ginocchio e stiramento alla gamba.

#### Monaco
A gennaio del 2014 passa per prestito con diritto di riscatto alla squadra del principatino. Dopo un'ottima stagione, dove la squadra del principato arriva 2ª in campionato, il Monaco lo riscatta per 13 milioni di euro. Nella stagione successiva il difensore tunisino ha esordito nella prima giornata di campionato, contro il Lorient (perso 2-1), dove ha preso un'ammonizione per fallo in area di rigore all'attaccante avversario Aboubakar, che lo ha realizzato. Nella partita persa 2-0 contro il Rennes ha fatto un autogol. Il 9 dicembre segna la prima rete con la maglia del Monaco del momentaneo 1-0 contro lo Zenit San Pietroburgo (è anche la prima rete in Champions League). Il 6 marzo 2015 rinnova il contratto con il Monaco fino al 2019. Termina la stagione con 26 presenze e 1 gol tra campionato, coppe nazionali e Champions.

#### Valencia
Il 28 agosto 2015 viene ceduto per 30 milioni di euro al Valencia con cui firma un contratto di durata quinquennale. Con la maglia dei pipistrelli mette a segno 53 presenze in 2 stagioni, prima di essere ceduto.

#### Olympique Marsiglia
Il 29 agosto 2017 si trasferisce all'Olympique Marsiglia in prestito annuale, con opzione per il secondo anno. Frenato da alcuni infortuni, colleziona però 8 sole presenze in campionato, per poi finire nel 2018-2019 ai margini della squadra. Escluso dalla lista per l’Europa League, non tenuto in considerazione da mister Garcia e oggetto di vani tentativi di cessione, viene talvolta impiegato nella formazione riserve dell’OM, nel campionato National 2, l’equivalente della quarta serie italiana.

#### Kayserispor
L'11 luglio 2019 viene ingaggiato dal club turco del Kayserispor.

### Nazionale
Debutta con le "aquile" il 20 agosto 2008 in amichevole contro l'Angola. Viene successivamente convocato della Nazionale tunisina il 28 maggio 2009, per l'amichevole vinta 4-0 contro il Sudan, uscendo al 45º minuto. Segna il suo primo gol in Nazionale nel match per la qualificazione per la Coppa d'Africa 2012 contro il Ciad, finito con la vittoria della Tunisia per 5-0. Viene convocato anche per partecipare alla Coppa d'Africa 2012 e 2013.

## Statistiche

### Presenze e reti nei club
Statistiche aggiornate al 26 settembre 2018.
| Stagione        | Squadra             | Campionato      | Campionato | Campionato | Coppe nazionali | Coppe nazionali | Coppe nazionali | Coppe continentali | Coppe continentali | Coppe continentali | Altre coppe | Altre coppe | Altre coppe | Totale | Totale |
| Stagione        | Squadra             | Comp            | Pres       | Reti       | Comp            | Pres            | Reti            | Comp               | Pres               | Reti               | Comp        | Pres        | Reti        | Pres   | Reti   |
| --------------- | ------------------- | --------------- | ---------- | ---------- | --------------- | --------------- | --------------- | ------------------ | ------------------ | ------------------ | ----------- | ----------- | ----------- | ------ | ------ |
| 2008-2009       | ES Sahel            | CLP1            | 18         | 5          | -               | -               | -               | CL                 | 10                 | 1                  | -           | -           | -           | 28     | 6      |
| 2009-gen. 2010  | ES Sahel            | CLP1            | 12         | 1          | -               | -               | -               | -                  | -                  | -                  | -           | -           | -           | 12     | 1      |
| gen.-giu. 2010  | Werder Bremen       | BL              | 6          | 0          | -               | -               | -               | UEL                | 2                  | 0                  | -           | -           | -           | 8      | 0      |
| 2010-2011       | ES Sahel            | CLP1            | 20         | 4          | -               | -               | -               | -                  | -                  | -                  | -           | -           | -           | 20     | 4      |
| Totale ES Sahel | Totale ES Sahel     | Totale ES Sahel | 50         | 9          |                 |                 |                 |                    | 10                 | 1                  |             |             |             | 60     | 10     |
| 2011-2012       | Tolosa              | L1              | 32         | 2          | -               | -               | -               | -                  | -                  | -                  | -           | -           | -           | 32     | 2      |
| 2012-2013       | Tolosa              | L1              | 30         | 1          | CF+CL           | 2+1             | 0+0             | -                  | -                  | -                  | -           | -           | -           | 33     | 1      |
| 2013-gen. 2014  | Tolosa              | L1              | 15         | 0          | CF+CL           | 0+2             | 0+0             | -                  | -                  | -                  | -           | -           | -           | 17     | 0      |
| Totale Tolosa   | Totale Tolosa       | Totale Tolosa   | 77         | 3          |                 | 5               | 0               |                    |                    |                    |             |             |             | 82     | 3      |
| gen.-giu. 2014  | Monaco              | L1              | 6          | 0          | CL              | 0               | 0               | -                  | -                  | -                  | -           | -           | -           | 6      | 0      |
| 2014-2015       | Monaco              | L1              | 18         | 0          | CF+CL           | 1+1             | 0               | UCL                | 6                  | 1                  | -           | -           | -           | 26     | 1      |
| Totale Monaco   | Totale Monaco       | Totale Monaco   | 24         | 0          |                 | 2               | 0               |                    | 6                  | 1                  |             |             |             | 32     | 1      |
| 2015-2016       | Valencia            | PD              | 22         | 0          | CR              | 2               | 0               | UCL+UEL            | 4+1                | 0                  | -           | -           | -           | 29     | 0      |
| 2016-2017       | Valencia            | PD              | 13         | 0          | CR              | 1               | 0               | -                  | -                  | -                  | -           | -           | -           | 14     | 0      |
| Totale Valencia | Totale Valencia     | Totale Valencia | 45         | 0          |                 | 3               | 0               |                    | 5                  | 0                  |             |             |             | 53     | 0      |
| 2017-2018       | Olympique Marsiglia | L1              | 8          | 0          | CF+CL           | 1+3             | 0               | UEL                | 2                  | 0                  | -           | -           | -           | 6      | 0      |
| Totale carriera | Totale carriera     | Totale carriera | 210        | 12         |                 | 14              | 0               |                    | 25                 | 2                  |             |             |             | 249    | 14     |

### Cronologia presenze e reti in nazionale
| Cronologia completa delle presenze e delle reti in nazionale ― Tunisia | Cronologia completa delle presenze e delle reti in nazionale ― Tunisia | Cronologia completa delle presenze e delle reti in nazionale ― Tunisia | Cronologia completa delle presenze e delle reti in nazionale ― Tunisia | Cronologia completa delle presenze e delle reti in nazionale ― Tunisia | Cronologia completa delle presenze e delle reti in nazionale ― Tunisia | Cronologia completa delle presenze e delle reti in nazionale ― Tunisia | Cronologia completa delle presenze e delle reti in nazionale ― Tunisia |
| Data                                                                   | Città                                                                  | In casa                                                                | Risultato                                                              | Ospiti                                                                 | Competizione                                                           | Reti                                                                   | Note                                                                   |
| ---------------------------------------------------------------------- | ---------------------------------------------------------------------- | ---------------------------------------------------------------------- | ---------------------------------------------------------------------- | ---------------------------------------------------------------------- | ---------------------------------------------------------------------- | ---------------------------------------------------------------------- | ---------------------------------------------------------------------- |
| 20-8-2008                                                              | Tunisi                                                                 | Tunisia                                                                | 1 – 1                                                                  | Angola                                                                 | Amichevole                                                             | -                                                                      | 86’                                                                    |
| 28-5-2009                                                              | Radès                                                                  | Tunisia                                                                | 4 – 0                                                                  | Sudan                                                                  | Amichevole                                                             | -                                                                      | 46’                                                                    |
| 14-10-2009                                                             | Radès                                                                  | Tunisia                                                                | 4 – 0                                                                  | Arabia Saudita                                                         | Amichevole                                                             | -                                                                      |                                                                        |
| 20-6-2010                                                              | Omdurman                                                               | Sudan                                                                  | 2 – 6                                                                  | Tunisia                                                                | Amichevole                                                             | -                                                                      |                                                                        |
| 29-5-2011                                                              | Susa                                                                   | Tunisia                                                                | 3 – 0                                                                  | Rep. Centrafricana                                                     | Amichevole                                                             | -                                                                      |                                                                        |
| 5-6-2011                                                               | Susa                                                                   | Tunisia                                                                | 5 – 0                                                                  | Ciad                                                                   | Qual. Coppa d'Africa 2012                                              | 1                                                                      |                                                                        |
| 10-8-2011                                                              | Monastir                                                               | Tunisia                                                                | 4 – 2                                                                  | Mali                                                                   | Amichevole                                                             | -                                                                      | 46’                                                                    |
| 8-10-2011                                                              | Radès                                                                  | Tunisia                                                                | 2 – 0                                                                  | Togo                                                                   | Qual. Coppa d'Africa 2012                                              | -                                                                      |                                                                        |
| 12-11-2011                                                             | Blida                                                                  | Algeria                                                                | 1 – 0                                                                  | Tunisia                                                                | Amichevole                                                             | -                                                                      |                                                                        |
| 9-1-2012                                                               | Sharjah                                                                | Tunisia                                                                | 3 – 0                                                                  | Sudan                                                                  | Amichevole                                                             | -                                                                      |                                                                        |
| 13-1-2012                                                              | Abu Dhabi                                                              | Costa d'Avorio                                                         | 2 – 0                                                                  | Tunisia                                                                | Amichevole                                                             | -                                                                      |                                                                        |
| 23-1-2012                                                              | Libreville                                                             | Marocco                                                                | 1 – 2                                                                  | Tunisia                                                                | Coppa d'Africa 2012 - 1º turno                                         | -                                                                      |                                                                        |
| 27-1-2012                                                              | Libreville                                                             | Niger                                                                  | 1 – 2                                                                  | Tunisia                                                                | Coppa d'Africa 2012 - 1º turno                                         | -                                                                      |                                                                        |
| 31-1-2012                                                              | Franceville                                                            | Gabon                                                                  | 1 – 0                                                                  | Tunisia                                                                | Coppa d'Africa 2012 - 1º turno                                         | -                                                                      | 81’                                                                    |
| 5-2-2012                                                               | Franceville                                                            | Ghana                                                                  | 2 – 1 dts                                                              | Tunisia                                                                | Coppa d'Africa 2012 - Quarti di finale                                 | -                                                                      | 108’                                                                   |
| 29-2-2012                                                              | Tunisi                                                                 | Tunisia                                                                | 1 – 1                                                                  | Perù                                                                   | Amichevole                                                             | -                                                                      | 81’ 85’                                                                |
| 15-8-2012                                                              | Kecskemét                                                              | Tunisia                                                                | 2 – 2                                                                  | Iran                                                                   | Amichevole                                                             | -                                                                      |                                                                        |
| 8-9-2012                                                               | Freetown                                                               | Sierra Leone                                                           | 2 – 2                                                                  | Tunisia                                                                | Qual. Coppa d'Africa 2013                                              | -                                                                      |                                                                        |
| 13-10-2012                                                             | Monastir                                                               | Tunisia                                                                | 0 – 0                                                                  | Sierra Leone                                                           | Qual. Coppa d'Africa 2013                                              | -                                                                      |                                                                        |
| 16-10-2012                                                             | Abu Dhabi                                                              | Egitto                                                                 | 0 – 1                                                                  | Tunisia                                                                | Amichevole                                                             | -                                                                      |                                                                        |
| 14-11-2012                                                             | Susa                                                                   | Tunisia                                                                | 1 – 2                                                                  | Svizzera                                                               | Amichevole                                                             | -                                                                      | 58’                                                                    |
| 10-1-2013                                                              | Abu Dhabi                                                              | Gabon                                                                  | 1 – 1                                                                  | Tunisia                                                                | Amichevole                                                             | -                                                                      |                                                                        |
| 13-1-2013                                                              | Abu Dhabi                                                              | Ghana                                                                  | 4 – 2                                                                  | Tunisia                                                                | Amichevole                                                             | -                                                                      |                                                                        |
| 22-1-2013                                                              | Rustenburg                                                             | Tunisia                                                                | 1 – 0                                                                  | Algeria                                                                | Coppa d'Africa 2013 - 1º turno                                         | -                                                                      | 13’                                                                    |
| 26-1-2013                                                              | Rustenburg                                                             | Costa d'Avorio                                                         | 3 – 0                                                                  | Tunisia                                                                | Coppa d'Africa 2013 - 1º turno                                         | -                                                                      |                                                                        |
| 30-1-2013                                                              | Nelspruit                                                              | Tunisia                                                                | 1 – 1                                                                  | Togo                                                                   | Coppa d'Africa 2013 - 1º turno                                         | -                                                                      |                                                                        |
| 23-3-2013                                                              | Radès                                                                  | Tunisia                                                                | 2 – 1                                                                  | Sierra Leone                                                           | Qual. Mondiali 2014                                                    | -                                                                      |                                                                        |
| 8-6-2013                                                               | Freetown                                                               | Sierra Leone                                                           | 2 – 2                                                                  | Tunisia                                                                | Qual. Mondiali 2014                                                    | -                                                                      | 76’                                                                    |
| 16-6-2013                                                              | Malabo                                                                 | Guinea Equatoriale                                                     | 1 – 1                                                                  | Tunisia                                                                | Qual. Mondiali 2014                                                    | -                                                                      |                                                                        |
| 14-8-2013                                                              | Radès                                                                  | Tunisia                                                                | 3 – 0                                                                  | Rep. del Congo                                                         | Amichevole                                                             | -                                                                      |                                                                        |
| 7-9-2013                                                               | Radès                                                                  | Tunisia                                                                | 3 – 0 tav                                                              | Capo Verde                                                             | Qual. Mondiali 2014                                                    | -                                                                      | 78’                                                                    |
| 28-5-2014                                                              | Seul                                                                   | Corea del Sud                                                          | 0 – 1                                                                  | Tunisia                                                                | Amichevole                                                             | -                                                                      |                                                                        |
| 7-6-2014                                                               | Bruxelles                                                              | Belgio                                                                 | 1 – 0                                                                  | Tunisia                                                                | Amichevole                                                             | -                                                                      | 31’                                                                    |
| 10-10-2014                                                             | Dakar                                                                  | Senegal                                                                | 0 – 0                                                                  | Tunisia                                                                | Qual. Coppa d'Africa 2015                                              | -                                                                      |                                                                        |
| 15-10-2014                                                             | Monastir                                                               | Tunisia                                                                | 1 – 0                                                                  | Senegal                                                                | Qual. Coppa d'Africa 2015                                              | -                                                                      |                                                                        |
| 14-11-2014                                                             | Gaborone                                                               | Botswana                                                               | 0 – 0                                                                  | Tunisia                                                                | Qual. Coppa d'Africa 2015                                              | -                                                                      |                                                                        |
| 19-11-2014                                                             | Monastir                                                               | Tunisia                                                                | 2 – 1                                                                  | Egitto                                                                 | Qual. Coppa d'Africa 2015                                              | -                                                                      |                                                                        |
| 11-1-2015                                                              | Radès                                                                  | Tunisia                                                                | 1 – 1                                                                  | Algeria                                                                | Amichevole                                                             | -                                                                      |                                                                        |
| 18-1-2015                                                              | Ebebiyín                                                               | Tunisia                                                                | 1 – 1                                                                  | Capo Verde                                                             | Coppa d'Africa 2015 - 1º turno                                         | -                                                                      |                                                                        |
| 22-1-2015                                                              | Ebebiyín                                                               | Zambia                                                                 | 1 – 2                                                                  | Tunisia                                                                | Coppa d'Africa 2015 - 1º turno                                         | -                                                                      |                                                                        |
| 26-1-2015                                                              | Bata                                                                   | RD del Congo                                                           | 1 – 1                                                                  | Tunisia                                                                | Coppa d'Africa 2015 - 1º turno                                         | -                                                                      |                                                                        |
| 31-1-2015                                                              | Bata                                                                   | Guinea Equatoriale                                                     | 2 – 1 dts                                                              | Tunisia                                                                | Coppa d'Africa 2015 - Quarti di finale                                 | -                                                                      |                                                                        |
| 27-3-2015                                                              | Oita                                                                   | Giappone                                                               | 2 – 0                                                                  | Tunisia                                                                | Amichevole                                                             | -                                                                      | 24’                                                                    |
| 31-3-2015                                                              | Nanchino                                                               | Cile                                                                   | 1 – 1                                                                  | Tunisia                                                                | Amichevole                                                             | -                                                                      | 60’                                                                    |
| 5-9-2015                                                               | Monrovia                                                               | Liberia                                                                | 1 – 0                                                                  | Tunisia                                                                | Qual. Coppa d'Africa 2017                                              | -                                                                      |                                                                        |
| 25-3-2016                                                              | Monastir                                                               | Tunisia                                                                | 1 – 0                                                                  | Togo                                                                   | Qual. Coppa d'Africa 2017                                              | -                                                                      | 28’                                                                    |
| 29-3-2016                                                              | Lomé                                                                   | Togo                                                                   | 0 – 0                                                                  | Tunisia                                                                | Qual. Coppa d'Africa 2017                                              | -                                                                      |                                                                        |
| 4-9-2016                                                               | Monastir                                                               | Tunisia                                                                | 4 – 1                                                                  | Liberia                                                                | Qual. Coppa d'Africa 2017                                              | -                                                                      | 27’                                                                    |
| 9-10-2016                                                              | Monastir                                                               | Tunisia                                                                | 2 – 0                                                                  | Guinea                                                                 | Qual. Mondiali 2018                                                    | 1                                                                      |                                                                        |
| 11-11-2016                                                             | Bologhine                                                              | Libia                                                                  | 0 – 1                                                                  | Tunisia                                                                | Qual. Mondiali 2018                                                    | -                                                                      |                                                                        |
| 15-11-2016                                                             | Gabès                                                                  | Tunisia                                                                | 0 – 0                                                                  | Mauritania                                                             | Amichevole                                                             | -                                                                      |                                                                        |
| 15-1-2017                                                              | Franceville                                                            | Tunisia                                                                | 0 – 2                                                                  | Senegal                                                                | Coppa d'Africa 2017 - 1º turno                                         | -                                                                      | 9’                                                                     |
| 19-1-2017                                                              | Franceville                                                            | Algeria                                                                | 1 – 2                                                                  | Tunisia                                                                | Coppa d'Africa 2017 - 1º turno                                         | -                                                                      |                                                                        |
| 23-1-2017                                                              | Libreville                                                             | Zimbabwe                                                               | 2 – 4                                                                  | Tunisia                                                                | Coppa d'Africa 2017 - 1º turno                                         | -                                                                      |                                                                        |
| 28-1-2017                                                              | Libreville                                                             | Burkina Faso                                                           | 2 – 0                                                                  | Tunisia                                                                | Coppa d'Africa 2017 - Quarti di finale                                 | -                                                                      | 22’                                                                    |
| 24-3-2017                                                              | Monastir                                                               | Tunisia                                                                | 0 – 1                                                                  | Camerun                                                                | Amichevole                                                             | -                                                                      | 60’                                                                    |
| 15-11-2019                                                             | Radès                                                                  | Tunisia                                                                | 4 – 1                                                                  | Libia                                                                  | Qual. Coppa d'Africa 2021                                              | -                                                                      | 84’                                                                    |
| Totale                                                                 |                                                                        | Presenze                                                               | 57                                                                     |                                                                        | Reti                                                                   | 2                                                                      |                                                                        |

## Palmarès

### Club

#### Competizioni internazionali
- Supercoppa CAF: 1

Étoile du Sahel: 2008